# Stal Gorzów Wielkopolski (żużel) w sezonie 2020
Sezon 2020 był 54. Stali Gorzów Wielkopolski w ekstralidze i 73. w historii klubu.

## Rozgrywki

### Statystyki
Zasady klasyfikacji: minimum 1 start w rozgrywkach ekstraligi w sezonie 2020.
| Msc. | Żużlowiec              | Wiek | M. | B. | Pkt. | Bon. | Razem | Śr. bieg. | KSM |
| ---- | ---------------------- | ---- | -- | -- | ---- | ---- | ----- | --------- | --- |
| 3    | Bartosz Zmarzlik       | 25   | 17 | 93 | 217  | 9    | 226   | 2,430     | –   |
| 11   | Jack Holder            | 24   | 12 | 58 | 106  | 13   | 119   | 2,052     | –   |
| 15   | Anders Thomsen         | 26   | 17 | 84 | 153  | 13   | 166   | 1,976     | –   |
| 33   | Szymon Woźniak         | 27   | 15 | 73 | 97   | 17   | 114   | 1,562     | –   |
| 39   | Krzysztof Kasprzak     | 36   | 11 | 45 | 51   | 5    | 56    | 1,244     | –   |
| 46   | Rafał Karczmarz        | 21   | 17 | 67 | 72   | 2    | 74    | 1,104     | –   |
| 52   | Wiktor Jasiński        | 20   | 15 | 41 | 19   | 5    | 24    | 0,585     | –   |
| nsk  | Nicolai Klindt         | 32   | 1  | 6  | 11   | 0    | 11    | 1,833     | –   |
| nsk  | Niels-Kristian Iversen | 38   | 8  | 29 | 29   | 5    | 34    | 1,172     | –   |
| nsk  | Mateusz Bartkowiak     | 17   | 2  | 4  | 0    | 0    | 0     | 0,000     | –   |

Wiek według roku urodzenia. Żużlowcy do 21 lat - młodzieżowcy (inaczej juniorzy),
M. - liczba meczów, B. - liczba biegów, Pkt. - liczba punktów, Bon. - liczba bonusów,
Razem - suma Pkt. i Bon., Śr. bieg. - iloraz Razem przez B., KSM - iloczyn Śr. bieg. bez Bon. razy 4,
Msc. - miejsce na liście klasyfikacyjnej, nsk - żużlowiec niesklasyfikowany

### PGE Ekstraliga
| 1 runda 14 czerwca 2020 | Moje Bermudy Stal Gorzów Wielkopolski | 41:49 | Fogo Unia Leszno | Stadion im. Edwarda Jancarza Widzów: 0 Sędzia: Artur Kuśmierz |
| 1 runda 14 czerwca 2020 | 9. Zmarzlik 10 (t,2,3,2,0,1,2) 10. Iversen ZZ 11. Kasprzak 9 (2,3,1,1,2,t) 12. Woźniak 8 (0,1,1,–,3,3) 13. Thomsen 10 (2,3,3,0,1,1) 14. Bartkowiak 0 (0,–,0) 15. Karczmarz 4 (0,2,0,0,2,0) 16. Nowacki ns | 41:49 | 1. Sajfutdinow 12 (3,2,3,2,2) 2. Kołodziej 6 (1,1,1,3,0) 3. Smektała 2 (1,0,1,–) 4. Kurtz 5 (1,2,2,0,–) 5. Pi. Pawlicki 14 (3,2,3,3,3) 6. Kubera 8 (1,3,2,0,1) 7. Szlauderbach 3 (3,0,u) 8. Lidsey ns | Stadion im. Edwarda Jancarza Widzów: 0 Sędzia: Artur Kuśmierz |

| 2 runda 21 czerwca 2020 | Motor Lublin | 53:37 | Moje Bermudy Stal Gorzów Wielkopolski | Stadion MOSiR Bystrzyca w Lublinie Widzów: 2 000 Sędzia: Artur Kuśmierz |
| 2 runda 21 czerwca 2020 | 9. G. Łaguta 9 (1,3,3,2,t) 10. Miesiąc 4 (0,2,2,0) 11. Hampel 13 (3,2,3,3,2) 12. Žagar 9 (1,3,1,3,1) 13. Michelsen 11 (2,2,3,1,3) 14. Lampart 6 (3,1,2,0) 15. Trofimow 1 (1,0,0) 16. Bober ns | 53:37 | 1. Kasprzak 6 (2,3,0,1,0,–) 2. Woźniak 1 (0,0,1,0,–,–) 3. Iversen ZZ 4. Thomsen 10 (2,1,1,1,2,2,1) 5. Zmarzlik 14 (3,0,1,2,2,3,3) 6. Karczmarz 6 (2,3,0,1,0) 7. Bartkowiak 0 (0,0,–) 8. Jasiński ns | Stadion MOSiR Bystrzyca w Lublinie Widzów: 2 000 Sędzia: Artur Kuśmierz |

| 3 runda 28 czerwca 2020 | PGG ROW Rybnik | 46:44 | Moje Bermudy Stal Gorzów Wielkopolski | Stadion MOSiR Rybnik Widzów: 2 600 Sędzia: Remigiusz Substyk |
| 3 runda 28 czerwca 2020 | 9. Milík 8 (1,2,1,2,2) 10. Szczepaniak 3 (2,1,–,–,–) 11. Ļebedevs ZZ 12. Łogaczow 8 (2,2,2,1,1) 13. Woryna 8 (1,2,2,w,1,2) 14. Tudzież 3 (1,1,1) 15. Nowacki 3 (0,0,3) 16. Lambert 13 (3,3,3,1,0,3) | 46:44 | 1. Kasprzak 9 (0,3,2,3,1) 2. Woźniak 3 (d,1,0,2,0) 3. Thomsen 8 (2,0,3,3,0) 4. Iversen 1 (0,1,0,–) 5. Zmarzlik 14 (3,3,3,2,3) 6. Karczmarz 6 (3,3,0,0) 7. Jasiński 3 (2,0,1) 8. Bartkowiak ns | Stadion MOSiR Rybnik Widzów: 2 600 Sędzia: Remigiusz Substyk |

| 4 runda 10 sierpnia 2020 | Moje Bermudy Stal Gorzów Wielkopolski | 49:41 | Eltrox Włókniarz Częstochowa | Stadion im. Edwarda Jancarza Widzów: 5 000 Sędzia: Paweł Słupski |
| 4 runda 10 sierpnia 2020 | 9. Woźniak 10 (0,3,1,2,3,1) 10. Zmarzlik 15 (1,3,3,3,2,3) 11. Iversen ZZ 12. J. Holder 12 (1,2,2,1,3,3) 13. Thomsen 10 (2,1,2,3,1,1) 14. Jasiński 0 (0,–,0) 15. Karczmarz 2 (2,w,0,0) 16. Pytlewski ns | 49:41 | 1. Doyle 8 (3,3,w,2,0) 2. Przedpełski 4 (0,2,1,1,0) 3. Lindgren 6 (2,1,1,0,2) 4. Holta 4 (1,0,3,0) 5. Madsen 10 (3,2,0,3,2) 6. Miśkowiak 6 (3,2,1) 7. Świdnicki 3 (1,u,2) 8. Kowalski ns | Stadion im. Edwarda Jancarza Widzów: 5 000 Sędzia: Paweł Słupski |

| 5 runda 12 lipca 2020 | RM Solar Falubaz Zielona Góra | 50:40 | Moje Bermudy Stal Gorzów Wielkopolski | Stadion żużlowy w Zielonej Górze Widzów: 3 500 Sędzia: Piotr Lis |
| 5 runda 12 lipca 2020 | 9. Lindbäck 4 (2,1,0,1) 10. Vaculík 12 (3,3,3,0,3) 11. Protasiewicz 10 (3,2,1,3,1) 12. Jepsen Jensen 6 (1,3,2,0,0) 13. Dudek 9 (3,3,1,2,0) 14. Krakowiak 4 (2,u,2) 15. Pawliczak 5 (3,1,1) 16. Tonder ns | 50:40 | 1. J. Holder 13 (1,2,2,3,3,2) 2. Iversen 7 (2,0,1,2,2) 3. Thomsen 0 (0,0,–,–) 4. Woźniak 6 (2,1,0,2,1) 5. Zmarzlik 12 (0,2,3,3,1,3) 6. Karczmarz 2 (1,1,0,0) 7. Jasiński 0 (0,0,–) 8. Bartkowiak ns | Stadion żużlowy w Zielonej Górze Widzów: 3 500 Sędzia: Piotr Lis |

| 6 runda 17 sierpnia 2020 | Moje Bermudy Stal Gorzów Wielkopolski | 55:35 | Betard Sparta Wrocław | Stadion im. Edwarda Jancarza Widzów: 7 000 Sędzia: Artur Kuśmierz |
| 6 runda 17 sierpnia 2020 | 9. Woźniak 3 (1,1,1,0,–) 10. Zmarzlik 17 (3,3,3,3,2,3) 11. Klindt 11 (2,1,3,1,3,1) 12. Thomsen 15 (3,2,3,3,3,1) 13. Iversen ZZ 14. Jasiński 0 (w,0,u) 15. Karczmarz 9 (3,2,3,1,0) 16. Pytlewski ns | 55:35 | 1. Janowski 12 (3,1,2,1,3,2) 2. Drabik 0 (0,0,0,–) 3. Berntzon 0 (0,0,–,–,–) 4. Fricke 7 (1,1,2,2,1,0) 5. Woffinden 8 (2,0,2,2,0,2) 6. Czugunow 7 (2,2,2,1,0) 7. M. Curzytek 1 (1,–,0) | Stadion im. Edwarda Jancarza Widzów: 7 000 Sędzia: Artur Kuśmierz |

| 7 runda 26 lipca 2020 | MrGarden GKM Grudziądz | 29:25 | Moje Bermudy Stal Gorzów Wielkopolski | Stadion żużlowy w Grudziądzu Widzów: 4 000 Sędzia: Remigiusz Substyk |
| 7 runda 26 lipca 2020 | 9. Pedersen 8 (2,3,3) 10. Buczkowski 6 (2,2,2) 11. Bjerre 5 (3,2) 12. Prz. Pawlicki 1 (1,0) 13. A. Łaguta 6 (2,3,1) 14. Lotarski 1 (1,0,0) 15. Turowski 2 (2,0) 16. Łachbaum ns | 29:25 | 1. Kasprzak 3 (0,2,1) 2. Iversen 1 (0,1,w) 3. J. Holder 4 (1,1,2) 4. Zmarzlik 9 (3,3,3) 5. Thomsen 3 (3,w) 6. Karczmarz 4 (3,1,w) 7. Jasiński 1 (0,1) | Stadion żużlowy w Grudziądzu Widzów: 4 000 Sędzia: Remigiusz Substyk |

| 8 runda 31 lipca 2020 | Fogo Unia Leszno | 55:35 | Moje Bermudy Stal Gorzów Wielkopolski | Stadion im. Alfreda Smoczyka Widzów: 3 000 Sędzia: Krzysztof Meyze |
| 8 runda 31 lipca 2020 | 9. Sajfutdinow 13 (2,3,3,2,3) 10. Kołodziej 9 (3,1,2,3,–) 11. Smektała 13 (3,3,3,3,1) 12. Lidsey 2 (1,0,1,0) 13. Pi. Pawlicki 10 (3,1,3,2,1) 14. Szlauderbach 2 (0,1,1) 15. Kubera 6 (3,0,1,2) | 55:35 | 1. Kasprzak 5 (1,2,1,1,0) 2. Iversen 8 (0,3,0,2,3) 3. Woźniak 2 (0,2,0,0) 4. Zmarzlik 10 (2,1,2,3,2) 5. Thomsen 7 (2,2,2,1,0) 6. Karczmarz 2 (2,0,0) 7. Jasiński 1 (1,0,0) 8. Pytlewski ns | Stadion im. Alfreda Smoczyka Widzów: 3 000 Sędzia: Krzysztof Meyze |

| 9 runda 9 sierpnia 2020 | Moje Bermudy Stal Gorzów Wielkopolski | 47:43 | Motor Lublin | Stadion im. Edwarda Jancarza Widzów: 6 000 Sędzia: Michał Sasień |
| 9 runda 9 sierpnia 2020 | 9. J. Holder 9 (1,2,2,3,1) 10. Zmarzlik 18 (3,3,3,3,3,3) 11. Iversen 5 (w,2,1,2) 12. Kasprzak 3 (0,–,2,1,0) 13. Thomsen 8 (1,3,2,2,0) 14. Jasiński 1 (1,–,0) 15. Karczmarz 3 (3,0,0,0) 16. Pytlewski ns | 47:43 | 1. Jamróg 6 (2,1,1,2) 2. G. Łaguta 13 (3,2,w,3,3,2) 3. Žagar 9 (3,1,3,1,1) 4. Hampel 4 (1,0,1,0,–) 5. Michelsen 8 (2,1,3,0,2) 6. Lampart 3 (0,2,0,1) 7. Trofimow 2 (2,0,–) 8. Bober ns | Stadion im. Edwarda Jancarza Widzów: 6 000 Sędzia: Michał Sasień |

| 10 runda 14 sierpnia 2020 | Moje Bermudy Stal Gorzów Wielkopolski | 52:38 | PGG ROW Rybnik | Stadion im. Edwarda Jancarza Widzów: 4 000 Sędzia: Krzysztof Meyze |
| 10 runda 14 sierpnia 2020 | 9. Woźniak 3 (2,1,0,0) 10. Zmarzlik 13 (3,3,3,1,3) 11. Kasprzak 2 (0,0,1,1,–) 12. J. Holder 13 (2,2,3,3,3) 13. Thomsen 13 (3,3,3,3,1) 14. Jasiński 2 (1,1,0) 15. Karczmarz 6 (3,1,2,0) 16. Pytlewski ns | 52:38 | 1. Woryna 9 (3,2,2,1,1) 2. Szczepaniak 0 (0,0,–,–) 3. Milík 6 (1,1,2,0,2) 4. Łogaczow 11 (2,3,1,1,2,2) 5. Lambert 10 (1,2,2,3,2,0) 6. Nowacki 2 (2,0,0,0) 7. Tudzież 0 (0,u,–) | Stadion im. Edwarda Jancarza Widzów: 4 000 Sędzia: Krzysztof Meyze |

| 11 runda 26 sierpnia 2020 | Eltrox Włókniarz Częstochowa | 0:40 | Moje Bermudy Stal Gorzów Wielkopolski | Arena Częstochowa Sędzia: Michał Sasień |
| 11 runda 26 sierpnia 2020 |                              | 0:40 |                                       | Arena Częstochowa Sędzia: Michał Sasień |

| 12 runda 2 września 2020 | Moje Bermudy Stal Gorzów Wielkopolski | 52:38 | RM Solar Falubaz Zielona Góra | Stadion im. Edwarda Jancarza Widzów: 5 000 Sędzia: Artur Kuśmierz |
| 12 runda 2 września 2020 | 9. Woźniak 11 (3,2,2,3,1) 10. Zmarzlik 14 (3,3,3,3,2) 11. Kasprzak 3 (1,1,0,1) 12. Thomsen 12 (3,2,2,2,3) 13. J. Holder 7 (1,3,2,1,u) 14. Jasiński 1 (0,1,d) 15. Karczmarz 4 (3,1,0) 16. Pytlewski ns | 52:38 | 1. Kułakow 0 (d,0,–,–,–) 2. Vaculík 7 (0,2,d,3,2) 3. Jepsen Jensen 9 (2,3,3,1,0,0) 4. Protasiewicz 3 (2,0,1,0) 5. Dudek 12 (2,1,3,1,2,3) 6. Krakowiak 6 (2,d,1,2,1) 7. Tonder 1 (1,0,–) 8. Pawliczak ns | Stadion im. Edwarda Jancarza Widzów: 5 000 Sędzia: Artur Kuśmierz |

| 13 runda 6 września 2020 | Betard Sparta Wrocław | 44:46 | Moje Bermudy Stal Gorzów Wielkopolski | Stadion Olimpijski we Wrocławiu Widzów: 6 500 Sędzia: Krzysztof Meyze |
| 13 runda 6 września 2020 | 9. Janowski 14 (3,3,3,3,2) 10. Drabik 3 (2,1,0,–,–) 11. Ch. Holder 7 (1,1,3,2,0) 12. Fricke 3 (1,0,2,0) 13. Woffinden 8 (3,2,1,1,1) 14. Czugunow 6 (2,1,3,0,0) 15. Liszka 3 (3,0,0) | 44:46 | 1. Woźniak 6 (0,1,2,1,2) 2. J. Holder 8 (0,3,1,3,1) 3. Thomsen 10 (2,2,0,3,3) 4. Zmarzlik 15 (3,3,2,2,2,3) 5. Iversen 5 (2,2,1,–) 6. Karczmarz 1 (0,0,0,1) 7. Jasiński 1 (1,0,–) 8. Pytlewski ns | Stadion Olimpijski we Wrocławiu Widzów: 6 500 Sędzia: Krzysztof Meyze |

| 14 runda 24 sierpnia 2020 | Moje Bermudy Stal Gorzów Wielkopolski | 57:33 | MrGarden GKM Grudziądz | Stadion im. Edwarda Jancarza Widzów: 4 000 Sędzia: Paweł Słupski |
| 14 runda 24 sierpnia 2020 | 9. Woźniak 10 (2,1,2,2,3) 10. Zmarzlik 12 (3,3,3,1,2) 11. Kasprzak 10 (3,2,1,2,2) 12. Thomsen 11 (1,3,3,3,1) 13. J. Holder 6 (2,2,2,0) 14. Jasiński 3 (2,1,0) 15. Karczmarz 5 (3,1,1) 16. Pytlewski ns | 57:33 | 1. Pedersen 8 (1,3,1,0,3,–) 2. Buczkowski 0 (0,w,–,–) 3. Prz. Pawlicki 1 (0,0,–,–,1) 4. Bjerre 7 (2,1,1,1,2,0) 5. A. Łaguta 16 (3,2,3,2,3,3) 6. Zieliński 1 (1,0,0) 7. Łobodziński 0 (0,0,u) 8. Łachbaum 0 (0,0) | Stadion im. Edwarda Jancarza Widzów: 4 000 Sędzia: Paweł Słupski |

| 15 runda 20 września 2020 | Betard Sparta Wrocław | 46:44 | Moje Bermudy Stal Gorzów Wielkopolski | Stadion Olimpijski we Wrocławiu Widzów: 6 000 Sędzia: Krzysztof Meyze |
| 15 runda 20 września 2020 | 9. Janowski 9 (3,2,2,1,1) 10. Liszka 0 (–,–,–,–,–) 11. Ch. Holder 7 (0,1,3,2,1) 12. Fricke 4 (1,0,1,2) 13. Woffinden 10 (3,0,2,2,3) 14. M. Curzytek 2 (2,0,0) 15. Czugunow 10 (3,3,1,1,2) 16. Bewley ns | 46:44 | 1. Woźniak 6 (1,2,3,0,0) 2. J. Holder 10 (2,1,1,3,3) 3. Thomsen 11 (2,3,1,3,2) 4. Zmarzlik 10 (2,2,3,3,0) 5. Iversen 0 (0,0,0,–) 6. Karczmarz 6 (1,3,2,0) 7. Jasiński 1 (0,1,0) 8. Pytlewski ns | Stadion Olimpijski we Wrocławiu Widzów: 6 000 Sędzia: Krzysztof Meyze |

| 16 runda 4 października 2020 | Moje Bermudy Stal Gorzów Wielkopolski | 55:34 | Betard Sparta Wrocław | Stadion im. Edwarda Jancarza Widzów: 7 500 Sędzia: Piotr Lis |
| 16 runda 4 października 2020 | 9. Woźniak 11 (3,1,2,3,2) 10. Zmarzlik 15 (3,3,3,3,3) 11. Iversen 2 (1,1,w,–) 12. Thomsen 11 (2,2,3,2,2) 13. J. Holder 8 (u,1,2,2,3) 14. Jasiński 5 (2,2,0,1) 15. Karczmarz 3 (3,0,0) 16. Pytlewski ns | 55:34 | 1. Janowski 9 (2,3,3,0,0,1) 2. Ch. Holder 8 (1,2,1,3,1,0) 3. Liszka 0 (–,–,–,–,–) 4. Fricke 4 (1,0,1,1,1) 5. Woffinden 10 (3,3,2,2,–) 6. Czugunow 0 (w,–,–) 7. M. Curzytek 3 (1,0,w,2,0) 8. Bewley 0 (0,0) | Stadion im. Edwarda Jancarza Widzów: 7 500 Sędzia: Piotr Lis |

| 17 runda 9 października 2020 | Moje Bermudy Stal Gorzów Wielkopolski | 46:44 | Fogo Unia Leszno | Stadion im. Edwarda Jancarza Widzów: 7 500 Sędzia: Krzysztof Meyze |
| 17 runda 9 października 2020 | 9. Woźniak 10 (3,1,0,3,1,2) 10. Zmarzlik 16 (3,3,3,2,2,3) 11. J. Holder 10 (0,2,2,3,3) 12. Kasprzak 0 (0,–,–,0) 13. Thomsen 9 (1,1,3,3,1) 14. Jasiński 0 (0,0,w) 15. Karczmarz 1 (1,0,0) 16. Pytlewski ns | 46:44 | 1. Sajfutdinow 9 (2,3,1,3,0) 2. Kołodziej 12 (3,2,3,2,2) 3. Smektała 4 (1,1,2,0) 4. Lidsey 4 (1,0,1,2,0) 5. Pi. Pawlicki 7 (2,2,1,1,1) 6. Kubera 4 (2,2,0) 7. Szlauderbach 4 (3,0,1) 8. Pludra ns | Stadion im. Edwarda Jancarza Widzów: 7 500 Sędzia: Krzysztof Meyze |

| 18 runda 11 października 2020 | Fogo Unia Leszno | 59:30 | Moje Bermudy Stal Gorzów Wielkopolski | Stadion im. Alfreda Smoczyka Widzów: 4 100 Sędzia: Krzysztof Meyze |
| 18 runda 11 października 2020 | 9. Sajfutdinow 11 (3,3,3,2,–) 10. Kołodziej 6 (3,2,1,–) 11. Smektała 13 (2,3,2,3,3) 12. Lidsey 7 (2,2,0,3,–) 13. Pi. Pawlicki 11 (3,2,3,1,2) 14. Szlauderbach 2 (1,0,0,1) 15. Kubera 6 (3,1,2,0) 16. Pludra 3 (3) | 59:30 | 1. Kasprzak 1 (1,0,–,–) 2. J. Holder 6 (1,3,2,w,–,–) 3. Woźniak 7 (0,1,1,3,2) 4. Zmarzlik 3 (1,0,2,0,w,–) 5. Thomsen 5 (0,1,1,2,1) 6. Karczmarz 8 (2,2,0,3,1,0) 7. Jasiński 0 (0,–,0,0) 8. Pytlewski ns | Stadion im. Alfreda Smoczyka Widzów: 4 100 Sędzia: Krzysztof Meyze |

### Bilans meczów
| Runda    | 1 | 2 | 3 | 5 | 7 | 8 | 9 | 4 | 10 | 6 | 14 | 11 | 12 | 13 | 15 | 16 | 17 | 18 |
| Miejsce  | D | W | W | W | W | W | D | D | D  | D | D  | W  | D  | W  | W  | D  | D  | W  |
| Rezultat | P | P | P | P | P | P | Z | Z | Z  | Z | Z  | Z  | Z  | Z  | P  | Z  | Z  | P  |
| Pozycja  | 5 | 7 | 8 | 8 | 8 | 8 | 8 | 7 | 7  | 6 | 6  | 4  | 2  | 2  | 3  | 2  | 1  | 2  |

Legenda:       runda zasadnicza: kolejki 1-14;       play-off: kolejki 15-18;       1. miejsce;       2. miejsce;       3. miejsce;       baraż o prawo startu w ekstralidze w 2021 roku;       spadek
D – mecz rozgrywany u siebie; W – mecz rozgrywany na wyjeździe; Z – zwycięstwo; P – przegrana; R – remis